# Список серий аниме Hell Girl
Аниме-сериал Hell Girl (яп. 地獄少女 Дзигоку Сё:дзё) посвящён истории «адской девочки» по имени Ай Эмма и группы её приспешников, которые помогают людям, желающим кому-либо отомстить, уничтожить обидчика и отправить его душу в ад.

## Первый сезон
| |                                                                                                |                   |
| 1 | За гранью сумрака «Yūyami no Kanata Yori» (夕闇の彼方より)                                     | 4 октября 2005 г. |
| Школьница Маюми Хисимото теряет 100 000 иен, доверенные ей учителем. Одноклассница Курода, одалживает девочке сумму, но после этого начинает всячески её использовать и унижать. Доведённая до отчаяния, девушка решает отомстить Куроде с помощью некоего сайта, на котором, якобы, достаточно вписать имя своего врага и ему отомстят. |                                                                                                |                   |
| 2 | Девочка не в себе «Miirareta Shōjo» (魅入られた少女)                                           | 2005-10-11        |
| Уже более года неизвестный маньяк присылает отвратительные подарки и постоянно названивает школьнице Рёко, напевая в трубку детскую песенку. Полиция бессильна, а девочка на грани нервного срыва. Уже не в первый раз она заходит на сайт «Адская переписка», но есть одна проблема. Она не знает имя, которое нужно туда вписать. |                                                                                                |                   |
| 3 | Грязная игра «Yogoreta Maundo» (汚れたマウンド)                                                | 2005-10-18        |
| От удара в живот битой погибает школьник-спортсмен. Человек, нанёсший удар, удачно подставляет лучшего друга убитого. Но главный герой не собирается молча сносить обвинения. Он уже наслышан об Адской Девочке, и ему не терпится проверить этот миф. |                                                                                                |                   |
| 4 | Беззвучный крик «Kikoenu Sakebigoe» (聞こえぬ叫び声)                                           | 2005-10-25        |
| Главного врача одной из ветеринарных клиник интересуют только деньги. Он с наслаждением наблюдает за смертью собаки на операционном столе, уверяя хозяйку, что он сделал всё возможное. Но когда хозяйка пса узнаёт страшную правду о докторе, она решает наказать его. |                                                                                                |                   |
| 5 | Женщина на башне «Takai Tō no Onna» (高い塔の女)                                               | 2005-11-01        |
| Девушка, работающая в крупной компании специалистом по компьютерам постоянно пытается наладить связь с Энмой, но, так как делает она это по заказу президента компании, все запросы игнорируются. Но всё же Энма и её помощники решили понаблюдать за девушкой, которую, представившись её родственницей, президент компании нещадно эксплуатирует в своих преступных целях. Неожиданно девушка узнаёт что её босс имеет отношение к смерти отца, и вот теперь возможно её запрос Энме будет рассмотрен... |                                                                                                |                   |
| 6 | Окно в полдень «Hirusagari no Mado» (昼下がりの窓)                                             | 2005-11-08        |
| Женщина становиться случайным свидетелем того, как её богатая и влиятельная соседка изменяет своему мужу. После этого ей начинает угрожать сама соседка и её любовник. В итоге для полной уверенности, что она не проболтается, они насилуют её и запечатлевают процесс на камеру, чтобы при первой возможности обнародовать фото. От полного ощущения беспомощности, женщина пытается покончить с собой, но её спасает её дочь. После этого, девочка решает отомстить обидчикам матери.                   |                                                                                                |                   |
| 7 | Сорванная маска «Hibiwareta Kamen» (ひびわれた仮面)                                            | 2005-11-15        |
| Владелице школы актёрского мастерства, известной и уважаемой актрисе, хочет отомстить собственная дочь, поскольку она считает, что мать специально не замечает её таланта и ни во что не ставит. Девочка обращается на сайт «Адская переписка» и получает куклу. В последний момент девочка передумывает и не развязывает ленточку. Однако последующие события заставляют её вновь вернуться к задуманному.                                                                                                |                                                                                                |                   |
| 8 | Немое родство «Seijaku no Majiwari» (静寂の交わり)                                             | 2005-11-22        |
| Тиаки Танума уверена, что её подругу, находящуюся в коме, покалечил её бойфренд, представив всё, как несчастный случай. Тиаки решает отомстить. В то же время, молодой журналист Сибата, заинтересовавшись легендой об Адской Девочке, решает провести своё собственное расследование. |                                                                                                |                   |
| 9 | Сладкая западня «Amai Wana» (甘い罠)                                                           | 2005-11-29        |
| Шеф-повар известного кафе, Марисаки, обманом достаёт рецепт пирожного у сестёр Юки и Хироми и выдаёт за свой, попутно обвиняя их в краже. После этого репутация сестёр и их магазинчика резко падает. Вскоре в кафе вообще перестают заходить клиенты, и его закрывают из за долгов. Юки решает отомстить с помощью "Адской переписки". |                                                                                                |                   |
| 10 | Друзья «Tomodachi» (トモダチ)                                                                  | 2005-12-06        |
| Школьница Минами желает отомстить своей лучшей подруге Сиори, потому что та перестала с ней общаться. Но подруга находит соломенную куклу и понимает, что у Минами на уме. |                                                                                                |                   |
| 11 | Порванная струна «Chigireta Ito» (千切れた糸)                                                  | 2005-12-13        |
| Молодой парень хочет отомстить скандальному журналисту, который оклеветал его отца. Он собирается отправить подлеца в ад, а Сибата пытается сделать всё, чтобы предотвратить сделку. |                                                                                                |                   |
| 12 | «Разбитые осколки» «Koboreta Kakeratachi» (零れたカケラ達)                                     | 2005-12-20        |
| Робкая и застенчивая Саваи уже больше недели прогуливает школу. Молодой учитель Фукасава каждый день приходит к ней домой и пытается выяснить причину её прогулов. Когда Саваи это порядком надоедает, она решает зайти на сайт «Адская переписка». |                                                                                                |                   |
| 13 | «Девочка из чистилища» «Rengoku Shōjo» (煉獄少女)                                              | 2005-12-27        |
| Во время очередного видения Цугуми, Сибата узнаёт об одном магазинчике для взрослых. Попав в магазин, он находит журнал со статьёй «Девочка из чистилища», написанной более 50 лет назад. В статье рассказывается о человеке, отправившем письмо Адской Девочке для совершения мести. Бывший владелец журнала сказал Сибате, что статью написал один из его репортёров по имени Фукумото. Поскольку тот всё ещё жив, Сибата решает разыскать его.                                                          |                                                                                                |                   |
| 14 | После смерти «Fukurokōji no Mukō» (袋小路の向こう)                                             | 2006-01-03        |
| Девочка желает отомстить мэру города, поскольку считает, что он убил её отца. Хотя все улики указывают на то, что это было самоубийство, девушка не верит никому. Сибата узнаёт, что девушка заключила договор с Адской Девочкой и пытается помешать ей совершить месть. |                                                                                                |                   |
| 15 | Женщина с острова «Shima no Onna» (島の女)                                                     | 2006-01-17        |
| Сибата с дочерью прибывают на остров Саруцуки, где встречают девочку Мину, желающую отомстить своей тёте, владелице гостиницы. Пытаясь разобраться в случившемся, Сибата и Цугуми сталкиваются с недоброжелательностью жителей острова. |                                                                                                |                   |
| 16 | Ночь в бродячем цирке «Tabigeinin no Yoru» (旅芸人の夜)                                        | 2006-01-24        |
| В очередном видении, Цугуми видит афишу цирка. Сибата берёт дочь и они отправляются в приехавший к ним в город цирк. Там ему предстоит узнать, кто и для чего решил воспользоваться услугами Адской Девочки. |                                                                                                |                   |
| 17 | Вид через стекло «Garasu no Fūkei» (硝子ノ風景)                                                | 2006-01-31        |
| Сибата и Цугуми приезжают в пансионат, который, несмотря на то, что выглядит весьма мило и ухожено, почти пуст. Из персонала они встречают лишь доктора и медсестру, а из пациентов - маленькую девочку со светлыми волосами по имени Нина. К полудню пансионат окружает густой туман, и Сибата вынужден принять предложение Нины остаться в доме на ночь. |                                                                                                |                   |
| 18 | Шантаж «Shibarareta Shōjo» (縛られた少女)                                                      | 2006-02-07        |
| Жестокая и одинокая женщина заставляет девочку Мики готовить ей, убирать и выполнять различные поручения. Для того, чтобы девочка не проболталась, она отбирает у неё двух её собак и угрожает убить их. И однажды выполняет свою угрозу. После этого девочка решает отомстить женщине. |                                                                                                |                   |
| 19 | Кукольная невеста «Hanayome Ningyō» (花嫁人形)                                                 | 2006-02-14        |
| Свекровь девушки Инори, которая знаменита тем, что вырезает из дерева потрясающих кукол, заставляет невестку одеваться и выглядеть, как одно из её творений. Но Инори вовсе не хочет быть похожей на неодушевлённый предмет. Она пытается рассказать всё своему мужу, но не найдя поддержки и у него, обращается на сайт «Адская переписка». |                                                                                                |                   |
| 20 | Адская девочка против адского мальчика «Jigoku Shōjo tai Jigoku Shōnen» (地獄少女 対 地獄少年) | 2006-02-21        |
| Когда-то давно родители убили своего сына, испугавшись его способностей. Но, спустя несколько лет, мальчику удалось вернуться из ада и убить своих родителей. Теперь он носит имя «Жиль из ада», он знаменитый фокусник, и у него есть цель — бросить вызов знаменитой Девочке из Ада. |                                                                                                |                   |
| 21 | Дружелюбный сосед «Yasashii Rinjin» (優しい隣人)                                               | 2006-02-28        |
| Благие намерения соседа Секино Рёске - это на самом деле способ навредить Мураи и его дочери Юки. И ему это удаётся. Впав в депрессию, Мураи спивается и погибает. Юки решает отомстить соседу. Однако Юки является лучшей подругой Цугуми, и та уже знает, что договор с Адской Девочкой почти заключён. |                                                                                                |                   |
| 22 | Дождь сожалений «Kaikon no Ame» (悔恨の雨)                                                     | 2006-03-07        |
| Отвергнутый парень хочет отомстить бывшей девушке, которая бросила его ради другого. Эта ситуация заставляет Сибату вспомнить о своей жене и о событиях многолетней давности... |                                                                                                |                   |
| 23 | Свет больничной палаты «Byōtō no Hikari» (病棟の光)                                            | 2006-03-14        |
| Следующей жертвой девочки из ада должна стать милая и приветливая медсестра Сакураги. Но неужели настолько доброжелательная и порядочная девушка смогла кому то насолить, да так, чтобы захотелось отправить её прямо в ад? |                                                                                                |                   |
| 24 | Рассвет в горах «Yūgure no Sato» (夕暮れの里)                                                  | 2006-03-21        |
| Цугуми с Сибатой уезжают из города в горы, где находят «Храм семи детей». Настоятель монастыря рассказывает, что более 400 лет назад здесь приносили в жертву маленьких девочек, чтобы умилостивить богов. Благодаря этой истории, Эмма Ай вспоминает своё прошлое и желает отмстить. |                                                                                                |                   |
| 25 | Адская девочка «Jigoku Shōjo» (地獄少女)                                                       | 2006-03-28        |
| Япония. 400 лет назад. Эмма Ай и Сентаро были лучшими друзьями, пока не настал момент настоящей проверки их дружбы. Решив пойти против законов деревни, Сентаро перечеркнул судьбы многих людей на несколько столетий вперёд. Включая судьбы Цугуми и Сибаты. |                                                                                                |                   |
| 26 | Мимолётное «Karinui» (かりぬい)                                                                | 2006-04-04        |
| Желание отомстить полностью овладело Эммой Ай. Решив спровоцировать Цугуми, она рассказывает ей о том, что Сибата виноват в смерти её матери, и предлагает заключить с ней сделку. |                                                                                                |                   |

## Второй сезон
| | |            |
| 1 | Девочка в темноте «Yami no Naka no Shōjo» (闇の中の少女)                                           | 2006-10-07 |
| Над Ондо Маки издеваются в школе. Каждую ночь она заходит на "Адскую переписку" и поочерёдно вводит имена всех своих одноклассников, потому что не знает, кто из них её невидимый враг. В школе никто не решается помочь ей, кроме доброй учительницы, которая единственная заботится о девочке...               | |            |
| 2 | Пузыри «Utakata» (うたかた)                                                                        | 2006-10-14 |
| Курасаки Яёй с семьёй уже несколько месяцев ищут свою сестру и дочь - Сумирэ. Всё это время Яёй мучают странные видения - пузыри в воде и голос её сестры. В очередной раз, услышав эти звуки ночью, она идёт в комнату сестры, и включается ноутбук, где ждёт "Адская переписка"...                             | |            |
| 3 | Любимый Кеи-чан «Itoshi no Kei-chan» (愛しのけいちゃん)                                            | 2006-10-21 |
| Тая и Кеи-чан лучшие друзья, она любит его больше жизни и всё, чего ей хочется, так это чтобы любимый Кеи-чан был счастлив. Как далеко зайдёт Тая ради этого и сделает ли это Кеи-чана счастливее?... | |            |
| 4 | Секрет «Himitsu» (秘密)                                                                            | 2006-10-27 |
| У Ёгисава Сюити больна жена, целыми днями он вкалывает на работе, чтобы обеспечить её всем необходимым. Но его постоянно мучает страшная тайна, которую он вынужден хранить и которая может убить его жену... А в команде Адской Девочки появляется новый персонаж...                                            | |            |
| 5 | Прокатиться к аду «Jigoku e no Bōsō» (地獄への暴走)                                                | 2006-11-04 |
| Парень, над которым издевается местный хулиган, хочет отомстить с помощью "Адской почты", но сомневается, что это стоит цены собственной души. Самому же хулигану такого рода сомнения чужды... | |            |
| 6 | Там, где светит солнце «Hi no Ataru Basho» (陽のあたる場所)                                        | 2006-11-11 |
| Сото не ходит в класс, он целыми днями лежит в школьном изоляторе. Никто не хочет с ним общаться, кроме одной девочки - Миты Киото. Она нравится Сото, но всё, чего он хочет - только наблюдать за ней. | |            |
| 7 | Узы «Kizuna» (絆)                                                                                  | 2006-11-18 |
| Брат Ими погиб в автокатастрофе, а мать с тех пор пребывает не в себе. Однажды ночью Ими находит в столе брата чёрную соломенную куклу, перевязанную красной ленточкой... | |            |
| 8 | Поддельная адская почта «Nise Jigoku Tsūshin» (偽地獄通信)                                         | 2006-11-25 |
| Учитель Баба Ёка - кошмар любого из учеников. И каждый из тех, кого она ругает ежедневно в школе, получает письмо от "Девочки из Ада" с предложением отомстить. Самозванка? Эмма Ай и её помощники пытаются выяснить, кто за этим стоит.                                                                         | |            |
| 9 | Старший брат, младшая сестра «Ani Imōto» (あにいもうと)                                            | 2006-12-02 |
| Сестра задумала отправить родного брата в ад, потому что он отравляет ей жизнь. Неужели брат может так сильно ненавидеть сестру? Или любить?... | |            |
| 10 | Сокровенные выходные Анны Соне «Sone Anna no Nureta Kyūjitsu» (曽根アンナの濡れた休日)             | 2006-12-09 |
| Когда-то Хонэ Онна встретилась с неудачливым режиссёром и подружилась с ним. Но теперь ей придётся именно его отправить в ад. | |            |
| 11 | Далёкая комната за соседней дверью «Tōi Rinshitsu» (遠い隣室)                                      | 2006-12-16 |
| Сидзука только переехала в новую квартиру и даже не успела познакомиться с новыми соседями. Но в её жизни появляется новый друг - дворовая кошка Муру. Что принесёт с собой эта новая дружба?.. | |            |
| 12 | Чёрная колея «Kuro no Wadachi» (黒の轍)                                                            | 2006-12-23 |
| За городом проложили новое шоссе, но на нём до сих пор остался опасный поворот, на котором гибнут люди. И всё из-за старика, который отказывается продавать свой дом. Ванюдо подсаживается в машину к молодому водителю, а в пути вспоминает историю собственной жизни.                                          | |            |
| 13 | Трагедия "V" «V no Sangeki» (Vの惨劇)                                                              | 2007-01-06 |
| В городе орудует убийца, его жертвами стали уже 5 человек. Но странная деталь, он складывает их пальцы в знак победы "V". | |            |
| 14 | Мирный берег озера «Shizuka na Kohan» (静かな湖畔)                                                 | 2007-01-13 |
| Такума жил со своими родителями и не знал горя, пока их соседом не стал старый приятель отца. После этого жизнь Такумы изменилась навсегда. | |            |
| 15 | За эту страну «Kono Kuni no Tame ni» (この国のために)                                              | 2007-01-20 |
| Юрико и её отец - участники предвыборной кампании. Всё время они проводят на митингах и акциях, в то время, как их мать и жена до полусмерти работает на фабрике, чтобы прокормить семью. | |            |
| 16 | Стремление роковой женщины «Akujo Shigan» (悪女志願)                                               | 2007-01-27 |
| Красота - страшная сила, с её помощью тоже можно отомстить. Так и поступает молодая девушка с парнем, предавшим её. Но будет ли месть так сладка до конца?... | |            |
| 17 | Молчаливый взгляд «Chinmoku no Manazashi» (沈黙のまなざし)                                         | 2007-02-03 |
| Много лет назад жена отправила мужа в ад, воспользовавшись услугами "Адской почты". А теперь клиенткой Адской Девочки становится её дочь. Также, Рэн вспоминает свою прошлую жизнь и первую встречу с Госпожой.                                                                                                  | |            |
| 18 | История той особы «Ano Hito no Kioku» (あのひとの記憶)                                             | 2007-02-10 |
| Рина всю сознательную жизнь живёт без матери, потому что она бросила их с отцом ещё когда девочка была совсем маленькой. Жизнь течёт своим руслом, но всё становится по-другому, когда мать возвращается. | |            |
| 19 | Ад посреди пара, приют для путешественников «Yukemuri Jigoku, Tabi no Yado» (湯けむり地獄、旅の宿) | 2007-02-17 |
| Молодая пара планирует пожениться, но отец жениха хочет построить отель и находит более выгодную партию для сына. Обезумевшая невеста хочет отомстить негодяю, а в это время на старой просёлочной дороге в первый раз встречаются Адская Девочка и Ванюдо...                                                    | |            |
| 20 | Девичий альбом «Otome no Arubamu» (乙女のアルバム)                                                 | 2007-02-24 |
| Мари и Джури были лучшими подругами, но трагическая случайность меняет всё. Что победит, ненависть или дружба... | |            |
| 21 | Взлетевший бумажный шарик «Kamifūsen Fuwari» (紙風船ふわり)                                        | 2007-03-03 |
| На что готова женщина ради мужчины, которого любит? А на что пойдёт отвергнутая женщина? Прошли века, но люди не изменились - насколько можно судить по воспоминаниям Хонэ Онны. | |            |
| 22 | Страстное желание «Dōkei» (憧憬)                                                                   | 2007-03-10 |
| Сюжет возвращается к мальчику Такуме. Жители города ненавидят и боятся его: по их мнению, это он убил своих родителей. Но однажды Такума встречает Сери - девушку, которая не испугалась "сына дьявола". Чем закончится случайное знакомство?                                                                    | |            |
| 23 | Недоверие «Fushin» (不信)                                                                          | 2007-03-17 |
| В ад можно отправить и из-за какой-нибудь мелочи. Особенно, когда есть на кого повесить таинственное исчезновение - ведь Такума, "сын дьявола" всё ещё жив и на свободе. Однако у детектива, расследующего исчезновение, и его сестры Хотару есть сомнения, что мальчик виновен...                               | |            |
| 24 | Цепная реакция «Rensa» (連鎖)                                                                      | 2007-03-24 |
| Ненависть и жажда мести наполняют спокойный прежде городок: люди отправляют друг друга в ад из-за давних обид и случайных недоразумений. Детектив и его сестра близки к разгадке исчезновений людей. Но те, кто уже заключил договор с Адской Девочкой, вовсе не заинтересованы в том, чтоб их тайна раскрылась. | |            |
| 25 | По течению «Hōkō» (彷徨)                                                                           | 2007-03-31 |
| Гнев толпы вот-вот обрушится на Такуму - главного "виновника", а по сути, "козла отпущения". Сестра детектива, Хотару, стремится защитить мальчика, пусть даже с риском для себя. Но чего стоит это решение и какие ещё повороты судьбы предстоят?                                                               | |            |
| 26 | Цвета индиго «Aizome» (あいぞめ)                                                                   | 2007-04-07 |
| Эмма Ай несёт свою службу много веков, и ничто не заставит её нарушить свой служебный долг. Или заставит? Пожалев невиновного, Ай неминуемо сама подвергнется наказанию. Что решит Адская девочка и что ждёт её?                                                                                                 | |            |

## Третий сезон
| #  | Название                                                                                 | Дата трансляции |
| -- | ---------------------------------------------------------------------------------------- | --------------- |
|    |                                                                                          |                 |
| 1  | The Girl Who Found Herself Robbed «Ubawareta Shōjo» (奪われた少女)                       | 2008-10-04      |
| 2  | A Bird in a Cage «Kago no Tori» (籠ノ鳥)                                                 | 2008-10-11      |
| 3  | Rotten Fruit «Kusatta Kajitsu» (腐った果実)                                              | 2008-10-18      |
| 4  | Big Brother «Aniki» (兄貴)                                                               | 2008-10-25      |
| 5  | My Teacher «Watashi no Sensei» (わたしのセンセイ)                                        | 2008-11-01      |
| 6  | This Mundane World «Utsusemi» (うつせみ)                                                 | 2008-11-08      |
| 7  | Liar «Usotsuki» (うそつき)                                                               | 2008-11-15      |
| 8  | Neighbour «Tonari» (隣)                                                                  | 2008-11-22      |
| 9  | Stray Inari Spirit «Hagure Inari» (はぐれ稲荷)                                           | 2008-11-29      |
| 10 | The Goldfish in the Mirror «Kagami no Naka no Kingyo» (鏡の中の金魚)                     | 2008-12-06      |
| 11 | Blotted Paper «Nijinda pēji» (滲んだ頁)                                                  | 2008-12-13      |
| 12 | The Midsummer Chart «Manatsu no gurafu» (真夏のグラフ)                                   | 2008-12-20      |
| 13 | Six Coin Lanterns «Rokumondōrō» (六文燈籠)                                               | 2008-12-28      |
| 14 | The Street Corner of Bitterness «Urami no machikado» (怨みの街角)                        | 2009-01-10      |
| 15 | The Rabbit and the Turtle «Usagi to kame» (兎と亀)                                       | 2009-01-17      |
| 16 | The Trap of Temptation «Yūwaku no wana» (誘惑の罠)                                       | 2009-01-24      |
| 17 | Inside the Straw «Wara no naka» (藁の中)                                                 | 2009-01-31      |
| 18 | Special Radio «Supesharuredeio» (スペシャルレディオ)                                     | 2009-02-07      |
| 19 | Snow, Moon and Cherry Blossoms «Setsugekka» (雪月花)                                     | 2009-02-14      |
| 20 | The Hell Professor vs. Hell Girl «Jigoku Hakase tai Jigoku Shōjo» (地獄博士 対 地獄少女) | 2009-02-21      |
| 21 | Right in Front Behind You «Ushiro no shōmen» (うしろの正面)                              | 2009-02-28      |
| 22 | Flower and Moon «Hana to tsuki» (華と月)                                                 | 2009-03-07      |
| 23 | Twilight Hills «Higure zaka» (日暮れ坂)                                                  | 2009-03-14      |
| 24 | Mayfly «Kagerō» (蜉蝣)                                                                   | 2009-03-21      |
| 25 | Yuzuki «Yuzuki» (ゆずき)                                                                 | 2009-03-28      |
| 26 | The Path Left by a Soul «Tamashii no kiseki» (魂の軌跡)                                  | 2009-04-04      |

## Четвёртый сезон
|                             |                                                                                             |            |
| 1                           | Can't Be Seen, Can't Be Heard «Mienai Kikoenai» (見えない聞こえない)                        | 2017-07-14 |
| 2                           | There's Only You «Anata Shika Inai» (あなたしかいない)                                      | 2017-07-21 |
| 3                           | Someday, Somebody Will... «Itsuka, Dareka ga...» (いつか誰かが…)                            | 2017-07-28 |
| 4                           | Bury Me Deep «Watashi wo Fukaku Umete» (わたしを深く埋めて)                                 | 2017-08-04 |
| 5                           | I Can Hear the Song of the Wind «Kaze no Uta ga Kikoeru» (風の歌が聞こえる)                 | 2017-08-11 |
| 6                           | Twill «Ayaori» (あやおり)                                                                   | 2017-08-18 |
| 7                           | Reminiscence: The Tarnished Mound «Kaikoroku: Yogoreta Maundo» (回顧録: 汚れたマウンド)     | 2017-08-25 |
| Ремейк: 3 серии, 1 сезона.  |                                                                                             |            |
| 8                           | Reminiscence: Early Afternoon Window «Kaikoroku: Hirusagari no Mado» (回顧録: 昼下がりの窓) | 2017-09-01 |
| Ремейк: 6 серии, 1 сезона.  |                                                                                             |            |
| 9                           | Reminiscence: Spilled Bits «Kaikoroku: Koboreta Kakeratachi» (回顧録: 零れたカケラ達)       | 2017-09-08 |
| Ремейк: 12 серии, 1 сезона. |                                                                                             |            |
| 10                          | Reminiscence: Black Rut «Kaikoroku: Kuro no Wadachi» (回顧録: 黒の轍)                       | 2017-09-15 |
| Ремейк: 12 серии, 2 сезона. |                                                                                             |            |
| 11                          | Reminiscence: A Bird in a Cage «Kaikoroku: Kago no Tori» (回顧録: 籠ノ鳥)                   | 2017-09-22 |
| Ремейк: 2 серии, 3 сезона.  |                                                                                             |            |
| 12                          | Reminiscence: Stray Inari Spirit «Kaikoroku: Hagure Inari» (回顧録: はぐれ稲荷)             | 2017-09-29 |
| Ремейк: 9 серии, 3 сезона.  |                                                                                             |            |

## Live action
| #  | Название                                                                  | Дата трансляции |
| -- | ------------------------------------------------------------------------- | --------------- |
|    |                                                                           |                 |
| 1  | Cracked Time «Hibiwareta Jikan» (ひび割れた時間)                          | 2006-11-04      |
| 2  | The Boy in the Box «Hako no Naka no Shōnen» (箱の中の少年)                | 2006-11-11      |
| 3  | A Baby's Dream «Midorigo no Yume» (嬰児の夢)                              | 2006-11-18      |
| 4  | Dusk «Ōma no Migiri» (逢魔の砌)                                           | 2006-11-25      |
| 5  | The Epitaph of Lies «Itsuwari no Bohimei» (偽りの墓碑銘)                  | 2006-12-02      |
| 6  | The Red Thread of Promise «Yakusoku no Akai Ito» (約束の赤い糸)           | 2006-12-09      |
| 7  | A Promising Temptation «Amai Yūwaku» (甘い誘惑)                           | 2006-12-16      |
| 8  | Miracle of Christmas Eve «Seiya no Kiseki» (聖夜の奇跡)                   | 2006-12-23      |
| 9  | Compensation for Lying «Nise no Daishō» (偽の代償)                        | 2007-01-06      |
| 10 | Memories of Sadness «Kanashimi no Kioku» (悲しみの記憶)                   | 2007-01-13      |
| 11 | Darkness of the Known World, Part. 1 «Utushiyo no Yami» (現し世の闇 前編) | 2007-01-20      |
| 12 | Darkness of the Known World, Part. 2 «Utushiyo no Yami» (現し世の闇 後編) | 2007-01-27      |